# Siła i honor (album)
Siła i honor – pierwszy album solowy polskiego wokalisty Pawła Kukiza. Wydawnictwo ukazało się 4 września 2012 roku nakładem wytwórni muzycznej Sony Music Entertainment Poland. 
Wydawnictwo promował wydany 24 sierpnia 2012 roku singel w formie digital download pt. „Old Punk”. Piosenka dotarła do 3. pozycji Listy przebojów Programu Trzeciego.
Płyta dotarła do 3. miejsca listy OLiS. 5 grudnia 2012 uzyskała certyfikat złotej.
Album dedykowany jest pamięci generała bryg. Sławomira Petelickiego — twórcy jednostki GROM, z którym artysta był zaprzyjaźniony.

## Lista utworów
Opracowano na podstawie materiału źródłowego. 
| Nr  | Tytuł utworu           | Słowa                          | Muzyka                                                               | Długość |
| --- | ---------------------- | ------------------------------ | -------------------------------------------------------------------- | ------- |
| 1.  | „Intro”                |                                |                                                                      | 0:08    |
| 2.  | „Tu moja góra”         | Paweł Kukiz                    | melodia ludowa                                                       | 1:17    |
| 3.  | „Heil Sztajnbach”      | Paweł Kukiz                    | Paweł Kukiz, Zbigniew Moździerski                                    | 2:53    |
| 4.  | „17 września”          | Dariusz Dubrowski, Paweł Kukiz | Krzysztof Imiołczyk, Paweł Kukiz                                     | 3:39    |
| 5.  | „Obława”               | Włodzimierz Wysocki            | Jacek Kaczmarski                                                     | 3:16    |
| 6.  | „Ratujcie nasze dusze” | Włodzimierz Wysocki            | Włodzimierz Wysocki                                                  | 3:14    |
| 7.  | „Boa”                  | Paweł Kukiz                    | Paweł Kukiz, Rafał Paczkowski, Wojciech Cieślak                      | 3:37    |
| 8.  | „Old Punk”             | Paweł Kukiz                    | Paweł Kukiz, Rafał Paczkowski                                        | 2:53    |
| 9.  | „Twoje słowo”          | Paweł Kukiz                    | Paweł Kukiz, Rafał Paczkowski, Wojciech Cieślak                      | 2:41    |
| 10. | „Homo Politicus”       | Paweł Kukiz                    | Krzysztof Imiołczyk, Paweł Kukiz, Rafał Paczkowski, Wojciech Cieślak | 4:56    |
| 11. | „Krew”                 | Paweł Kukiz                    | Paweł Kukiz, Rafał Paczkowski, Wojciech Cieślak                      | 2:00    |
| 12. | „Koniec końców”        | Paweł Kukiz                    | Edmund Stasiak, Paweł Kukiz                                          | 3:06    |
|     |                        |                                |                                                                      | 33:40   |

## Twórcy
Opracowano na podstawie materiału źródłowego.

- Paweł Kukiz – wokal prowadzący
- Andrzej Adamiak – gitara basowa
- Krzysztof Imiołczyk – akordeon (4)
- Roman Kołakowski – kierownictwo artystyczne (6)
- Mateusz Kosman – asystent inżyniera dźwięku
- Marcin Bors – inżynieria dźwięku, miksowanie, mastering
- Rafał Paczkowski – inżynieria dźwięku, miksowanie
- Wojciech Cieślak – gitara
- Lesław Matecki – gitara (5, 8, 12)
- Rafał Paczkowski – instrumenty klawiszowe, programowanie, produkcja muzyczna
- Jacek Gawłowski – mastering
- Piotr Dziubek – miksowanie, aranżacje, produkcja muzyczna
- Julia Kukiz – okładka
- Paweł Stępień – instrumenty perkusyjne
- The Film Harmony Orchestra (6)
- Andrzej Puczyński – realizacja nagrań (4)
- Kapela Grapa 
  - Tomek Ivanov – skrzypce (2)
  - Maciek Płowucha – skrzypce (2)
  - Kamil Wojtyła – kontrabas (2)
  - Krzysiek Piwowarczyk – altówka (2)
  - Szymon Jurasz – akordeon (2)